# Brentwood (New Hampshire)
Brentwood è un comune degli Stati Uniti d'America, capoluogo della contea di Rockingham nello stato del New Hampshire.